# European Youth Press
European Youth Press är en paraplyorganisation som grundades 2004 i Berlin. Organisationen består idag[när?] av mer än 48 000 unga journalister under 30 år.
Ung Media Sverige är Sveriges medlemsorganisation.

## European Youth Press medlemmar
- ASPJ, Schweiz
- Centre of Moldovian Youthpress, Moldavien
- DUE, Ungern
- FEJS, Nordmakedonien
- Jet d'Encre, Frankrike
- League of Young Russian Journalists, Ryssland
- POLIS, Polen
- Ung Media Sverige, Sverige
- Youngnet, Italien
- Youth Press of Austria, Österrike
- Youth Press of Germany, Tyskland